# Шлепциг
Шлепциг (њем. Schlepzig) општина је у њемачкој савезној држави Бранденбург. Једно је од 37 општинских средишта округа Даме-Шпревалд. Према процјени из 2010. у општини је живјело 641 становника. Посједује регионалну шифру (AGS) 12061428.

## Географски и демографски подаци
Шлепциг се налази у савезној држави Бранденбург у округу Даме-Шпревалд. Општина се налази на надморској висини од 47 метара. Површина општине износи 30,4 km². У самом мјесту је, према процјени из 2010. године, живјело 641 становника. Просјечна густина становништва износи 21 становника/km².